# Araneus yunnanensis
Araneus yunnanensis este o specie de păianjeni din genul Araneus, familia Araneidae, descrisă de Yin, Peng și Wang, 1994. Conform Catalogue of Life specia Araneus yunnanensis nu are subspecii cunoscute.